# Maaya Rajeshwaran Revathi
Maaya Rajeshwaran Revathi (Hindi: माया राजेश्वरन रेवती; * 12. Juni 2009) ist eine indische Tennisspielerin.

## Karriere
Rajeshwaran Revathi spielt bisher überwiegend Turniere auf der ITF Junior Tour und ITF Women’s World Tennis Tour, wo sie aber noch keinen Titel gewonnen hat.
Bei den L&T Mumbai Open 2025, ihrem ersten Turnier der WTA Challenger Series erhielt sie eine Wildcard für die Qualifikation zum Hauptfeld im Dameneinzel. Nach Siegen über Nicole Fossa Huergo und Jessica Failla steht sie im Hauptfeld, wo sie in der ersten Runde gegen Yuriko Miyazaki antritt.